# Bill Putnam
Milton Tasker Putnam (Danville, 1920 - 13 april 1989) was een Amerikaanse producent. Hij werd beschouwd als een van de belangrijkste eigenaren van onafhankelijke opnamestudio's in de Verenigde Staten, evenals een universele uitvinder, ingenieur en ontwerper in de audiosector.

## Biografie
Putnam studeerde aan het Illinois Institute of Technology in Chicago en werkte vanaf 1939 bij het radiostation WDAN in zijn geboorteplaats Danville als omroeptechnicus. Later ging hij naar Champaign als hoofdtechnicus voor het radiostation WDWS en na de oorlog gaven zijn ouders hem $ 20.000 als startkapitaal. In 1941 schreef hij zijn eerste artikel over HiFi. Hij was lid van de Audio Engineering Society. Tussen 1941 en 1945 was hij lid van het Army Radio Corps. Hier ontmoette Putnam zijn toekomstige partner Bernie Clapper. Beiden waren gestationeerd als communicatiesergeant bij de Civic Opera tijdens de Tweede Wereldoorlog, dus ze kenden alle kabellijnen daar. In 1947 ontwikkelde Putnam met Patti Page de basis van voice overdubbing in studio-opnamen. Putnams voornaamste bezigheid, waarmee hij beroemd werd buiten de professionele wereld, was het exploiteren van opnamestudio's. De Universal Recording Corporation was een van de meest bekende onafhankelijke opnamestudio's, opgericht in 1946 in Evanston (nabij Chicago). Bruce Swedien trad in 1959 in dienst bij Universal als geluidstechnicus en werkte onder meer samen met Stan Kenton.

## Universal Recording Corporation

### Opstartfase
Oprichters waren Putnam en geluidstechnicus A.B. Bernie Clapper. Beiden begonnen ten noorden van Chicago in Evanston en richtten vervolgens een kleine opnamestudio op in East Walton Street 46 in Chicago, die gespecialiseerd was in radio-uitzendingen. In augustus 1946 verhuisden ze naar 20 Wacker Drive boven het Opera House, waar ze zich concentreerden op commerciële studio-opnamen. Universal Recording Corporation werd al snel de belangrijkste opnamestudio in Chicago en accepteerde opdrachten van onafhankelijke labels die na de oorlog waren opgericht en daar gevestigd waren. Deze omvatten met name Mercury Records, Chess/Checker Records en Vee-Jay Records. Alle drie de onafhankelijke labels ontwikkelden zich tot bekende platenmaatschappijen, die een groot deel van hun uitgebreide catalogi bij Universal opnamen.

### Opnamen voor Mercury Records
De eerste grote klant van Universal Recordings was Mercury Records, dat lange tijd zijn hoofdkantoor in Chicago had. Een van de eerste Mercury-artiesten was countryzanger Art Gibson, die zijn carrière in februari 1946 in de studio's begon. Een vaste klant in de studio vanaf augustus 1949 was het Ralph Marterie Orchestra, dat onder contract stond bij Mercury Records en vooral kwam voor lp-opnamen. Onder de vele opnamen waren de miljoenensellers Pretend (opgenomen op 4 januari 1953; #6 in oktober 1953) en Caravan (5 maart 1953; #6 in maart 1953).
The Crew Cuts gingen in mei 1954 naar de studio's om hun hit-coverversie van Sh-Boom op te nemen, waarvan 1,5 miljoen exemplaren werden verkocht. Rusty Draper verscheen voor het eerst in de studio's in januari 1953 en nam het nummer No Help Wanted op, dat zijn eerste hit in maart 1953 markeerde met een #10. Het oorspronkelijke Gambler's Guitar was van Jim Lowe tijdens een sessie in mei 1953 in de Universal Recording Studios, ook de eerste coverversie van Rusty Draper werd hier opgenomen in mei 1953, er werden meer dan 1 miljoen exemplaren verkocht (juli 1953, #6) en in de Duitse versie als Der Lachende Vagabund werden 3,5 miljoen exemplaren verkocht.
Leroy van Dyke nam in september 1956 het nummer Auctioneer op, met bijna 3 miljoen exemplaren de meest succesvolle single voor de opnamestudio. De grootste hit Little Darlin' van The Diamonds, waarvan een miljoen exemplaren werden verkocht, kwam in januari 1957 met castagnetten en koebelgeluiden (#2). Dinah Washington verscheen op 7 januari 1958 voor haar lp Dinah Sings Bessie Smith, het Max Roach Quintet op 3 juni 1958 voor de lp Max Roach +4 On the Chicago Scene en Cannonball Adderley op 3 februari 1959 voor de lp Cannonball Adderley Kwintet in Chicago. Het Max Roach Sextet boekte voor 9/10 oktober 1959 om de lp Max Roach - Moon Faced en Starry Eyed te registreren, Buddy DeFranco koos 17/18 oktober 1961 voor zijn lp Presenting the Buddy DeFranco-Tommy Gumina Quartet, vanaf 11 september 1963 bezocht Dizzy Gillespie meerdere malen de studio's, het Oscar Peterson Sextet verscheen tussen 12 en 14 september 1966 voor de lp Soul Espanol.

### Opnamen voor Chess / Checker Records
Putnam was geenszins een bluesliefhebber, maar hij speelde een belangrijke rol in de ontwikkeling van de chicagoblues. Het onafhankelijke label Chess Records, opgericht in augustus 1947 in Chicago als Aristocrat Records, had aanvankelijk geen eigen opnamestudio's en maakte voornamelijk gebruik van de diensten van Universal Recording Studios. In juni 1950 werden in totaal 31 nummers gecreëerd voor Aristocrat Records bij Universal. Na de naamswijziging in Chess Records werden in 1951 in totaal 89 nummers gecreëerd voor de Chess-catalogus, bijna allemaal geregistreerd door United. John Lee Hooker (als John Lee Booker), die op 26 april 1951 in totaal 9 nummers (Louise / Ramblin' By Myself) opnam, verscheen slechts bij uitzondering bij Universal, anders stond hij voor de microfoon bij United Sound Studio in Detroit. Ook in 1952 kwamen de meeste van de 106 nummers van Chess van Universal Studios. Little Walter nam onder meer Juke op (12 mei 1952; #1 in de Rhythm & Blues hitparade). Hier gebruikte Putnam voor het eerst de slapback-echo. Elmore James zong Country Boogie / She Just Won't Do Right (17 januari 1953), Willie Mabon zong I'm Mad (5 februari 1953; #1), Little Walter Don't Want to Hurt No More (maart 1953) en Willie Mabon I Got to Go (november 1953).
In 1954 werden bijna alle 146 bekende Chess-nummers gecreëerd bij Universal, waaronder Muddy Waters' grootste hit (I'm Your) Hoochie Coochie Man op 7 januari 1954 (#3). Jimmy Witherspoon had in totaal 6 nummers opgenomen op 10 juni 1954 (waaronder I Can Make Love to You), The Moonglows vereeuwigden hun miljoenenseller Sincerely (#1) in oktober 1954. De meeste van de 202 nummers van Chess uit 1955 werden geproduceerd bij Universal. The Moonglows kwamen in januari 1955 voor Most of All (#5), de klassieker Bo Diddley / I'm A Man van Bo Diddley werd hier gemaakt op 2 maart 1955 (#1). Op 21 mei 1955 liep Chuck Berry voor het eerst de studio's binnen. Hij had 36 opnamen nodig voor Maybelline (#1 r&b, #5 pop).
14 juli 1955 was een productieve dag bij Universal, want Little Walter en Bo Diddley boekten de studio's voor in totaal 10 nummers. Jimmy Witherspoon kwam in november 1955 binnen voor 4 nummers (The Things I Used to Do). Chuck Berry keerde terug op 20 december 1955 voor 6 nummers, waaronder No Money Down (#8) en You Can't Catch Me. Howlin' Wolf was in de studio op 25 januari 1956 voor Smokestack Lightnin' (#8), Chuck Berry nam de nummers Brown Eyed Handsome Man (#5) / Roll Over Beethoven (#2) / Too Much Monkey Business (#4) op op 16 april 1956, Rock & Roll Music op 15 december 1956 (#6). Aangepaste productie voor Chess Records eindigde grotendeels toen de beroemde Chess Studio's - gebouwd met de steun van Putnam - in mei 1957 werd geopend.

### Opnamen voor Vee-Jay Records
De eerste opnamesessie bij Universal Recording Studios na de oprichting van het label Vee-Jay was voor The Spaniels op 4 mei 1953 met het nummer Baby It's You. Op 6 juni 1953 betrad bluesartiest Jimmy Reed voor het eerst Universal Recording Studios. Het kristalheldere geluid zonder basgitaar (alleen begeleid door Eddie Taylor/gitaar en Morris Wilkerson/drums) is een verdienste van Bill Putnam. Reeds single High and Lonesome was de eerste single in de Vee-Jay-catalogus (#100, uitgebracht in juli 1953), hoewel The Spaniëls eerder in de studio waren. The El Dorados volgden met At My Front Door op 24 april 1955, The Dells in september 1955 met Dreams of Contentment, Eddie Taylor nam Bad Boy op 18 januari 1955 op. Op 15 maart 1955 ging Big Jay McNeely voor het eerst de studio's in voor 4 nummers, waaronder Big Jay's Hop. John Lee Hooker bezocht de studio's voor 4 nummers op 19 oktober 1955, dit keer voor Vee-Jay Records en keerde op 27 maart 1956 terug voor 6 verdere opnamen. Billy Boy Arnold nam zijn beroemde I Ain't Got You hier op in oktober 1955 (februari 1956). The Dells verschenen op 21 mei 1956 voor hun klassieker Oh What a Nite (#4 r&b). Jerry Butler & the Impressions namen hun intensieve For Your Precious Love op in Studio A in april 1958 (#3 r&b). Aan de falsetto ballad Raindrops van Dee Clark werd regen en donder toegevoegd door producent Calvin Carter (22 maart 1961, #2 pop). Een andere doowop-klassieker was de miljoenenseller Duke of Earl (30 augustus 1961, #1) van Gene Chandler, geproduceerd in Studio A door Bill Sheppard.
Universal Recording Studios bewerkte eind juni 1963 de mastertapes die EMI Music had gestuurd voor de Amerikaanse lp Introducing the Beatles (uitgebracht op 10 januari 1964). Zo werd Paul McCartney's telling 'one, two, three' verwijderd uit de Amerikaanse versie van I Saw Her Standing There, omdat werd aangenomen dat het ten onrechte was opgenomen. Het succes van Vee-Jay werd echter onderbroken door juridische geschillen met Capitol Records, want vanaf 15 oktober 1964 kreeg Capitol alle opnamerechten op de Beatles-nummers voor de Verenigde Staten. Tegen die tijd had Vee-Jay 1,3 miljoen exemplaren van de lp verkocht.

### Verdere belangrijke opnamen
Patti Page arriveerde op 24 oktober 1947 voor vooreerst 4 nummers en nam hier sporadisch op tot 21 augustus 1959. Een van de nummers was Confess, opgenomen op 3 december 1947. Hier gebruikte Putnam voor het eerst een overdub van haar stem als audio-effect. De geplande achtergrondzang was niet beschikbaar vanwege een staking. Het was de eerste hit van Patti Page die piekte op #12.
De meeste van de 362 bekende nummers in de Chance-catalogus werden tussen september 1950 en oktober 1954 door Universal opgenomen. In mei 1955 maakte Pat Boone een van zijn eerste geluidsopnamen bij Universal met de cover van Ain't That A Shame en keerde hier regelmatig terug tot 6 mei 1956. Van zijn cover van het Fats Domino-origineel Ain't That a Shame werden meer dan 1 miljoen exemplaren verkocht. Het debuutalbum Jazz by Sun Ra van Sun Ra werd opgenomen op 12 juli 1956.
Een frequente gast was Sam Cooke, die op 16 februari 1955 voor het eerst zijn door het evangelie geïnspireerde liedjes (Nearer To Thee / Be With Me Jesus / One More Time / I'm So Glad) opnam. Hij keerde regelmatig terug tot 27 februari 1963. Duke Ellington verscheen op 19 maart 1956 (Way Back Blues / Where's The Music / Rubber Bottom / Play the Blues and Go), Nat King Cole op 7 juni 1955 (You'll Never Know met Nelson Riddle) was ook te gast in het atelier. Tyrone Davis nam hier zijn grootste hits op op 11 november 1968 (Can I Change My Mind, #1) en 23 januari 1970 (Turn Back the Hands of Time, #1).

## Verhuizingen
Terwijl de meeste opnamestudio's inheems bleven, veranderde Putnam regelmatig van locatie. Zijn eerste opnamestudio bleef niet in het penthouse van de opera, maar verhuisde meerdere keren door de stad. De bewegingen en hun volgorde in Chicago zijn controversieel in de professionele wereld. Het is onduidelijk of het alleen om verhuizingen ging of dat op meerdere adressen soms studio's parallel werden geëxploiteerd. Na Evanston was zijn eerste opnamestudio in Chicago op 20 Northern Wacker, vanaf 1954 was het gevestigd op 111 East Ontario Ave, vanaf juli 1955 was het adres met het uitgebreide pand 46 East Walton Street. Dit was zijn favoriete studio, een van de meest vooruitstrevende en grootste onafhankelijke opnamestudio's in de Verenigde Staten. Het laatst bekende adres is West Randolph Street 32, in gebruik sinds 1989 onder leiding van Murray Allen.

## Studio's in Hollywood
In 1957 verkocht Putnam Universal Recording Studios aan Murray Allen en verwierf met de steun van Nat King Cole en Frank Sinatra het oude United Studios-complex in Los Angeles (met 3 opnamestudio's A, B en C in Hollywood, 6050 Sunset Boulevard met Sinatra als mede-eigenaar), welke verbouwing begin 1958 begon. De studio's werden al in 1919 gebouwd als Horsley Studios. In 1961 verwierf Putnam ook Western Recorders aan 6000 Sunset Boulevard (studio's 1, 2 en 3), vanaf 6050 Sunset Boulevard, alleen gescheiden door een parkeerplaats. Vervolgens integreerde hij beide studio's in United Western Recorders (afgekort UWR). In de ateliers, die nog structureel gescheiden waren, ontstond bij toeval een zekere arbeidsverdeling. Dayton Burr 'Bones' Howe trad in 1961 in dienst bij UWR als onafhankelijke muziekproducent en was verantwoordelijk voor West Coast-bands als The Fifth Dimension, The Mamas and the Papas en The Association.

### United Studios
De studio's van United Recording Corporation werden voornamelijk geboekt door gevestigde sterren. Frank Sinatra (It Was a Very Good Year, 22 april 1965; That's Life, 18 oktober 1966, beide United A), Dean Martin (The Door is Still Open To My Heart, 7 augustus 1964) en The Rat Pack (Sinatra, Dean Martin, Sammy Davis jr.) nam Mister Booze op met Bing Crosby op 10 april 1964 bij United Recording. Maar ook Nancy Sinatra (These Boots Are Made for Walkin', United B) en Ricky Nelson (vanaf 6 februari 1963), Noel Harrison (United C), Frank Sinatra (September of my Years, United A, april 1965), The Righteous Brothers (Ebb Tide, Studio A) en Johnny Mathis (United A) waren klanten van United Studios. The Everly Brothers namen lp-nummers op als People Get Ready (7/8 juni 1965, B), When Snowflakes Fall in the Summer (6 september 1963), See See Rider (6 december 1965) en Sea of Heartbreak ( 20 december 1966). Dorsey Burnette begon hier in oktober 1960, broer Johnny kwam op 19 september 1960 om zijn grootste hit You're Sixteen (#8) op te nemen.
Voor Ray Charles trad Putnam op 15 februari 1962 op als geluidstechnicus onder producent Sid Feller in United Studio B voor I Can't Stop Loving You en andere 5 nummers (Born To Lose / Without Love (There Is Nothing) / That Lucky Old Sun / Baby Don't You Cry / Together Again / In the Heat of the Night), geschreven voor de baanbrekende lp Modern Sounds in Country And Western Music van Ray Charles. Evenzo liet Charles zijn volgende lp Ingredients in A Recipe for Soul (6 februari 1960 tot 28 april 1963) instellen met studio-eigenaar Putnam als geluidstechnicus.

### Western Recorders
Bij Western Recorders stonden vooral pop- en rockartiesten voor de microfoons. Deze artiesten werden geproduceerd door Phil Spector (The Ronettes lp Presenting the Fabulous Ronettes, mei 1964; vaak in combinatie met Gold Star Studios), The Beach Boys en The Mamas and the Papas.
Op 19 april 1961 huurden The Beach Boys de studio's voor Surfin' Safari / 409 en 2 andere nummers, waarvan een demoband werd gemaakt. Dit was de basis voor het eerste platencontract van de band met Capitol Records in juli 1961, nadat de eerste single met beide nummers op 4 juni 1961 werd uitgebracht. Het conceptalbum Pet Sounds van The Beach Boys werd tussen 1 november 1965 en 13 april 1966 opgenomen bij Western (en 2 andere opnamestudio's in Los Angeles). Andere hits van The Beach Boys zoals Help me Rhonda (22 maart 1965), Barbara Ann (tussen 8 en 23 september 1965), Sloop John B (29 december 1965) en Good Vibrations (17 februari 1966) begonnen bij Western en werden opgenomen in drie andere studio's, voltooid op 21 september 1966. Ricky Nelson kwam voor het eerst op 13 juni 1962, gebruikte Studio Western 2 voor Fools Rush In (15 augustus 1963, #12) en bleef bij beide studio's tot 5 februari 1965. Jan & Dean (Surf City, 20 maart 1963; Little Old Lady From Pasadena, 21 maart 1964, in de kleinste studio Western 3) en The Righteous Brothers (Soul And Inspiration, Western 2) waren vaste gasten. Sinatra's grootste reprise-hit (Strangers in the Night, 11 april 1966, Western 1), evenals zijn hits That's Life (18 oktober 1966) en My Way (30 december 1968) werden hier ook vereeuwigd. The Fifth Dimension (delen van de lp The Magic Garden, 15 juli - november 1967, Studio 3) en Harper's Bizarre (Feelin' Groovy, 25 november 1966, 8 maart 1967, 13, 14 en 17 maart 1967) vereiste verschillende opnames sessies.
In oktober 1965 namen The Mamas and the Papas California Dreamin' op (John Phillips en P.F. Sloan speelden het kenmerkende akoestische gitaarintro) in de kleine studio 3, van de miljoenseller Monday, Monday (16 december 1965) werden 3,5 miljoen exemplaren verkocht, het hippie anthem San Francisco (Be Sure to Wear Flowers in Your Hair) van Scott McKenzie werd in mei 1967 als soundtrack opgenomen.
The Monkees huurden de studio's ook vanaf 7 juli 1966 voor 12 kleine nummers, op 26/28 december 1967 ontstond hier de hit Valleri (#3 pop). De cast van dit nummer toont de kleine artistieke bijdragen van The Monkees aan hun hits. Alleen Davy Jones van The Monkees zingt, begeleid door Gerry McGee / Louie Shelton (gitaar), Joe Osborn (bas), Roy Caton / Ollie Mitchell (trompet), Lew McCreary (trombone), Jim Horn / Jay Migliori (saxofoon) en Billy Lewis (drums). The Association nam hun lp Insight Out op van 27 maart tot 3 juni 1967, gevolgd door de lp Birthday (12 september 1967 tot 3 februari 1968). Elvis Presley bezocht de studio's voor het eerst op 7 maart 1968 om 4 nummers op te nemen voor de lp Live a Little, Love a Little. In Studio 1 werden in totaal 14 nummers opgenomen voor zijn lp '68 Comeback Special, waaronder Guitar Man / Big Boss Man / Nothingville / Let Yourself Go van 20 juni 1968. Frank & Nancy Sinatra's duet Something Stupid (1 februari 1967) werd hier ook opgenomen, zoals ook The Night the Lights Went Out in Georgia door Vicki Lawrence (oktober 1972).
Veel artiesten putten uit een groep uitstekende studiomuzikanten genaamd The Wrecking Crew, die vaak in United/Western-studio's speelde. Deze omvatten met name Glen Campbell, Barney Kessel, Tommy Tedesco (gitaar), Carol Kaye, Joe Osborn, Larry Knechtel (bas), Hal Blaine en Earl Palmer (drums). Hun namen kwamen zelden voor op de albumnotities van de platen.

## Putnam verkoopt zijn studio's
Putnam was zeker de belangrijkste studio-exploitant in de Verenigde Staten, nadat hij in oktober 1963 ook Sound Recorders (960 Bush Street) in San Francisco had verworven, die hij omdoopte tot Coast Recorders. Hij installeerde Don Geis vanuit Los Angeles als hoofdingenieur. Putnam verkocht de studio's in 1988, die weer werden heropend in maart 2012. Putnam's live kamerontwerp, met zijn Steinway & Sons-piano, bleef onder de huidige eigenaar Michael Romanowski behouden.
In augustus 1966 kocht Bill Porter de kleine United Recording Studios of Nevada (Las Vegas) van Putnam, die deze laatste in 1962 had verworven. Putnam begon geleidelijk zijn opnamestudio-imperium te verkleinen. In 1977 verkocht hij United Recorders aan Allen Sides, in 1989 werd Western Recorders ook verkocht aan Sides, en sindsdien opereren beide als Ocean Way Recording. Deze twee waren inmiddels opgewaardeerd tot 5 studio's met 24 sporen-technologie. In 1999 kocht Rick Adams de studio's en noemde ze Cello. Eind 2003 veranderde de naam in Western Recorders. In januari 2006 verwierf Doug Rogers de gebouwen en redde de studio's van verval. Het voormalige Western Recorders sloot op 28 januari 2005 wegens faillissement. De eerste studio's van Putnam in Chicago werden in november 1992 gesloten.

## Putnam als uitvinder en ontwerper
Putnam was een van de belangrijkste uitvinders, ingenieurs en ontwerpers op het gebied van audiotechnologie. Hij bouwde zijn eigen radio in 1935. Putnam wilde nieuwe opnametechnologieën ontwikkelen en nieuwe studiotechnologieën bouwen, die betrekking hadden op de specifieke behoeften van een opnamestudio. Putnam wordt beschouwd als een van de grondleggers van de moderne opnametechnologie. In het begin van 1950 begon hij galm te verminderen door de absorptie voor lagere frequenties te verhogen en geluidscabines te introduceren (voor het eerst gebruikt op drums op de lp Prologue van Stan Kenton, opgenomen op 8 september 1952). In 1954 ontwikkelde Universal Recording Corporation, in samenwerking met Pentaron Corp. de 8 sporen-technologie. Putnam wordt vermeld als uitvinder van de eerste meng- en bedieningstafel die wordt gebruikt in commerciële opnamestudio's. Hij nam samen met zijn vriend Les Paul deel aan de ontwikkeling van stereofonische opnametechnologie. Hij ontwierp of optimaliseerde ook talloze apparaten die in opnamestudio's worden gebruikt. In 1958 richtte hij Universal Audio op om zijn technische vaardigheden te combineren, die hij omzette in studioapparatuur. Putnam wordt vermeld als uitvinder van de multi-band audio-equalizer, de eerste echokamer (samen met Jim Cunningham) en de geluidscabine.
Putnam was de centrale figuur in het studiocircuit in Chicago. Zijn Universal Recording Studios had al in 1951 stereotechnologie geïnstalleerd, waarmee het de eerste in de Verenigde Staten was. 3-sporen kwam in 1960, 4-sporen werd geïnstalleerd in 1962, 16-sporen kwam in 1969, in januari 1981 stapten ze over op digitale technologie. In 2000 ontving hij postuum de Technical Achievement Grammy voor zijn diverse bijdragen aan de muziekindustrie.

## Overlijden
Bill Putnam overleed in 1989 op 79-jarige leeftijd en laat twee zonen na, James en Bill Putnam jr.